# Gold Dust Gertie
Pour plus de détails, voir Fiche technique et Distribution.
Gold Dust Gertie est un film américain réalisé par Lloyd Bacon et sorti en 1931.

## Synopsis
Gertrude 'Gertie' Dale est une chercheuse d’or qui essaye de récupérer la pension alimentaire de deux de ses anciens maris, devenue entre-temps vendeurs de maillots de bain.

## Fiche technique
- Titre original : Gold Dust Gertie
- Réalisation : Lloyd Bacon
- Scénario : Len D. Hollister, William K. Wells, Ray Enright, Arthur Caesar
- Direction artistique : Max Parker
- Costumes : Earl Luick
- Photographie : James Van Trees
- Montage : Harold McLernon
- Musique : Cecil Copping (en), David Mendoza
- Société de production : Warner Bros.
- Société de distribution : Warner Bros.
- Pays de production :  États-Unis
- Langue originale : anglais
- Format : noir et blanc — 35 mm — 1.37:1 — son monophonique
- Genre : Comédie
- Durée : 65 minutes
- Date de sortie :
  - États-Unis : 27 juin 1931

## Distribution
- Winnie Lightner : Gertrude 'Gertie' Dale
- Ole Olsen : George Harlan
- Chic Johnson : Elmer Guthrie
- Dorothy Christy : Mabel Guthrie
- Claude Gillingwater : John Aberdeen Arnold
- Arthur Hoyt : Dr Rodman Tate, le ministre
- George Byron : Capitaine Osgood
- Vivien Oakland : Lucille Harlan
- Charley Grapewin : Nicholas Hautrey
- Charles Judels : Monsieur Pestalozzi
- Virginia Sale : secrétaire

Acteurs non crédités
- John Larkin : serveur noir à bord du yacht
- George Ovey : l'homme mouillé
- Ethel Wales : secrétaire d'Arnold